# Horní Dvořiště (nádraží)
Horní Dvořiště je železniční stanice ležící mezi jádrovou částí obce Horní Dvořiště a obecní částí Český Heršlák v okrese Český Krumlov v Jihočeském kraji. Leží na elektrizované jednokolejné trati České Budějovice – Summerau (25 kV, 50 Hz AC. Jedná se o pohraniční železniční stanici s Rakouskou republikou.

## Historie
Provoz na trati byl zahájen v roce 1827 jakožto koněspřežný, stanice v obci však ještě nevznikla. Po rozmachu parostrojních železnic v Rakousku-Uhersku v polovině 19. století bylo rozhodnuto o přestavbě dráhy na klasickou železnici nového typu a roku 1857 trať zakoupila společnost Dráha císařovny Alžběty (německy k.k. privilegierte Kaiserin Elisabeth-Bahn). Stanice byla otevřena s celým úsekem 1. prosince 1871. 

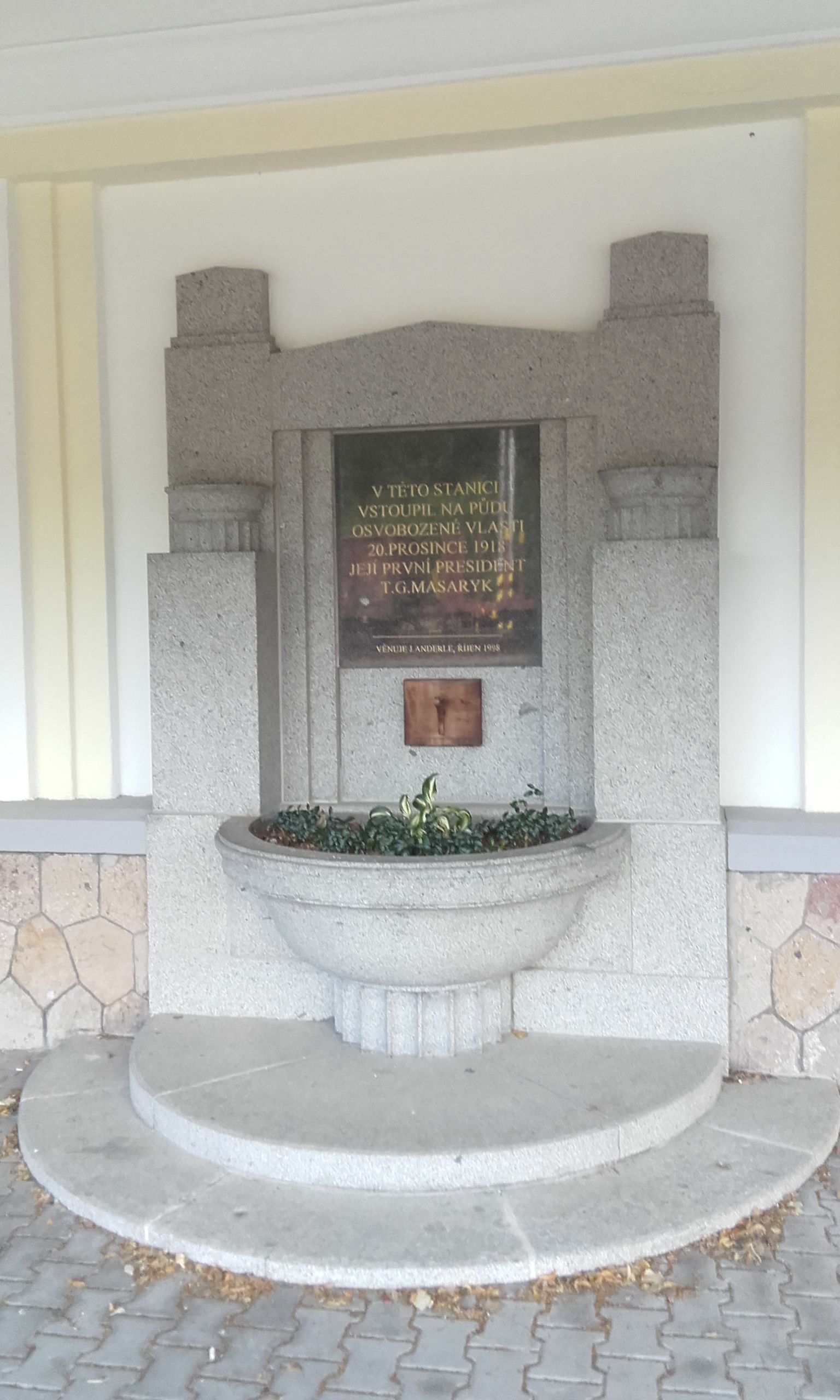
Pamětní deska příjezdu TGM do Československa 20. prosince 1918

Po vzniku Československa v říjnu 1918 se z původně malé stanice stal nový železniční hraniční přechod, z nedalekého Dolního Dvořiště pak významný přechod silniční. Dne 20. prosince 1918 zde vlakem překročil hranici nového státu prezident republiky Tomáš Garrigue Masaryk, jehož příjezd zde připomíná nedlouho poté instalovaná pamětní deska. Z důvodu nárůstu dopravní důležitosti stanice zde vyrostla nová rozlehlá staniční budova s místnostmi pro celní správu a nové drážní zaměstnance, mj. celníky, rovněž bylo podstatně rozšířeno kolejiště. Za projekt již zodpovídala společnost Československé státní dráhy. Po celé období první republiky nesla stanice název Český Heršlák, podle přilehlé obce, dnes součást obce Horní Dvořiště.  
Až do roku 1945 byla trať významnou mezistátní spojnicí s Rakouskem, po politických událostech tzv. února 1948, nástupu komunistického režimu v Československu a vzniku tzv. železné opony její význam prudce poklesl. Většina osobních vlaků tak končila cestu ve stanici Horním Dvořišti. 
Ke zvýšení frekvence provozu následně došlo po Sametové revoluci roku 1989. Elektrizace stanice proběhla během rekonstrukce traťového úseku letech 2000–2001.

## Popis
Nachází se zde jedno vnitřní jednostranné úrovňové nástupiště (s příchodem k vlakům přechody přes koleje) a jedno vnější nástupiště u budovy. Stanice je vybavena elektronickým informačním systémem pro cestující.